# نورث پروت
نورث پروت (به انگلیسی: North Perrott) یک روستا و محله مدنی در بریتانیا است که در سامرست جنوبی واقع شده‌است. نورث پروت ۲۴۶ نفر جمعیت دارد.